# Cyperus cyprius
Cyperus cyprius är en halvgräsart som beskrevs av George Edward Post. Cyperus cyprius ingår i släktet papyrusar, och familjen halvgräs. IUCN kategoriserar arten globalt som sårbar. Inga underarter finns listade i Catalogue of Life.